# Opigena
Opigena is een geslacht van nachtvlinders uit de familie van de uilen (Noctuidae).

## Soorten
- Opigena polygona (Denis & Schiffermüller, 1775) - Veelhoekaarduil